# エメラルド駅
エメラルド駅（英語: Emerald railway station）はオーストラリアクイーンズランド州エメラルド クレアモント・ストリート71にあるクイーンズランド鉄道セントラル・ウェスタン線の駅。

## 概要
1992年10月21日にクイーンズランド州遺産登録に登録された。

## 利用可能な鉄道路線／列車
クイーンズランド鉄道トラベルトレインの停車する列車は下記の通り。
ブリスベンとロングリーチ間の夜行長距離列車スピリット・オブ・ジ・アウトバック号 …ブリスベン方面 月・木、ロングリーチ方面 水・日 停車 